# Ciuhur Ocnița
Ciuhur Ocnița (rum. Fotbal Club Ciuhur Ocnița) – mołdawski klub piłkarski z siedzibą w Ocnița.

## Historia
Drużyna piłkarska Ciuhur Ocnița została założona w mieście Ocnița w 1995. W sezonie 1995/1996 debiutował w Divizia A, w której zajął 2. miejsce i zdobył awans do pierwszej ligi. W 1996 debiutował w Divizia Națională, ale zajął spadkowe 14. miejsce i spadł z powrotem do Divizia A. Jednak przed startem nowego sezonu klub wycofał się z rozgrywek i został rozwiązany.

## Sukcesy
- 14. miejsce w Divizia Națională: 1996/97
- wicemistrz Divizia A: 1995/1996
- ćwierćfinalista Pucharu Mołdawii: 1996/97